# Elijah Wood
Elijah Jordan Wood (Cedar Rapids (Iowa), 28 de gener de 1981) és un actor estatunidenc. Va fer la seva estrena al cinema amb un paper petit a Back to the Future II (1989), i després d'una sèrie de petits papers, va assolir l'èxit a l'edat de 13 anys.
Després del seu paper protagonista com a Frodo a la trilogia del Senyor dels Anells, va actuar a Bobby, Eternal Sunshine of the Spotless Mind, Sin City, Green Street Hooligans i Everything Is Illuminated.
Wood, el segon de tres fills, va néixer a Iowa. Wood té ascendència alemanya, austríaca, danesa i anglesa. Wood té un germà set anys més gran, Zachariah (dit Zach) i una germana petita de dos anys menor, Hanna. Quan en tenia tres, Wood va començar a estudiar piano al poble on va néixer.
Wood va començar a va fer publicitat local abans d'anar a viure amb la seva família a Los Angeles el 1988. Allà va tenir el seu primer petit paper a un vídeo dirigit per David Fincher. El seu següent paper va ser l'any següent a Back to the Future II (1989).

## Biografia
Elijah té ascendència anglesa, austríaca, alemanya i danesa. És el segon dels tres fills de Warren W. i Debra D. Wood (nascuda Krause), dependents d'una delicatessen; el seu germà Zachariah Zach Wood és set anys més gran, i ell en té dos més que la seva germana, la també actriu Hannah Wood. Va néixer i créixer a Cedar Rapids (Iowa). Va ser educat com a catòlic.
Amb 7 anys, Elijah va començar a fer de model i a prendre classes de piano de Marlene Loftsgaarden a la seva ciutat. Va pujar per primera vegada a un escenari a l'escola elemental, amb l'obra The Sound of Music. A l'any següent es va confirmar amb El màgic d'Oz, protagonitzant el Mag d' Oz. També va actuar, ja professionalment, com a noi del cor en un muntatge de See How They Run produït pel Marion Creative Council.

## Carrera

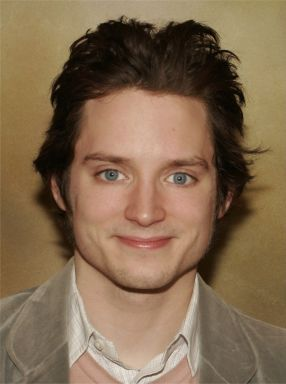
Wood al febrer de 2006

Wood va començar fent publicitat local abans de la mudança amb la seva família a Los Angeles el 1988. Allà va aconseguir el seu primer paper: un petit rol en un vídeo de Paula Abdul dirigit per David Fincher: «Forever Your Girl». El seu següent treball va ser l'any següent en Retorn al futur 2 (1989). El 1992, va interpretar l'extravertit fill de Jamie Lee Curtis en Eternament jove, protagonitzada per Mel Gibson i sota la direcció de Steve Miner. El 1993 va protagonitzar la pel·lícula "Les aventures de Huckleberry Finn". Més tard, va aparèixer en el videoclip de «Ridiculous Thoughts» (The Cranberries, 1995).

### Frodo enEl Senyor dels Anells
L'any 2001 la seva carrera va canviar completament en ser triat per al paper de Frodo Saquet en la Trilogia cinematogràfica del Senyor dels Anells de Peter Jackson rodada conjuntament a Nova Zelanda els anys precedents. Era la pel·lícula més esperada de Wood, coprotagonizada per Ian McKellen, Viggo Mortensen, Sean Bean, Liv Tyler, Sean Astin, Christopher Lee, Billy Boyd i Dominic Monaghan, John Rhys-Davies, Orlando Bloom, Cate Blanchett, Ian Holm i Andy Serkis.
Un any més tard, el 2002, es va estrenar El Senyor dels Anells: les dues torres, segon lliurament de la sèrie. La pel·lícula va rebre crítiques favorables i va ser un gegantesc èxit de taquilla, ingressant més de 926 milions de dòlars a tot el món, superant a la seva predecessora, que havia ingressat més de 871 milions. El 2003, Wood va aparèixer també en el tercer i últim lliurament de la sèrie, El Senyor dels Anells: la tornada del Rei, que va superar l'èxit de taquilla de les dues primeres, ingressant $1.119.110.941 a tot el món.
En acabar la filmació Jackson li va donar dos regals: un dels anells fet servir en el set i Dard, l'espasa de Frodo. També es va endur un parell de les pròtesis de «peus de hobbit» que va usar durant el rodatge. Wood té un tatuatge de la paraula «nou», escrita en alfabet tengwar, i en anglés (en lloc de quenya o sindarin com es creu) per sota de la cintura en el costat dret, una referència al seu personatge en la Germandat de l'Anell. És simplement una coincidència que més tard protagonitzés 9. Els altres actors de la Comunitat, amb l'excepció de John Rhys-Davies, es van fer el mateix tatuatge. El doble d'acrobàcies de Rhys-Davies té el tatuatge en el seu lloc, per la qual cosa entre l'elenc se sol afirmar que tots els membres de la Comunitat tenen un tatuatge. Ell i altres membres de l'elenc es van fer molt amics durant la filmació, especialment de Sean Astin.

### Anys posteriors
El 2011 va treballar en la seva primera sèrie de televisió, titulada Wilfred, una sèrie d'humor negre i remake d'una homònima australiana, on Ryan (Elijah) veu al gos de la seva veïna com un humà, sent l'únic que el veu així.
Va participar en el curtmetratge Fight for Your Right (Revisited) dels Beastie Boys. Va fer també la veu de Wirt en la minisèrie animada Over the garden wall produïda per Cartoon Network.

## Vida personal
En una entrevista a Tot està il·luminat, el director Liev Schreiber va comentar que Wood té una «generositat d'esperit» i una «bondat simple com un ésser humà». Ha donat suport a diverses campanyes de caritat, com Keep a Child Alive o ALDO/YouthAIDS. Wood és un gran melòman: té una col·lecció de quatre mil discos. Cita a The Smashing Pumpkins com la seva banda favorita. El dia 23 d'abril de 2010 l'actor va estar en la localitat de Curepto (Xile), una de les més afectades pel terratrèmol de 8,8 graus del dia 27 de febrer, per visitar als damnificats d'aquest terratrèmol, acompanyat en aquesta ocasió per la primera dama de Xile, la senyora Cecilia Morel.
Va mantenir una relació amb l'actriu alemanya Franka Potente, que va conèixer en el set de la pel·lícula All I Want. Va mantenir una relació amb la bateria i ballarina Pamela Jintana Racine, des del 2005 fins al 2010.
Al maig de 2006, Autograph Collector Magazine va publicar la seva llista dels deu millors i deu pitjors autògrafs, Wood va ocupar el lloc número set entre els millors.
Wood és un Catòlic practicant.

## Filmografia
| Any         | Pel·lícula                                      | Paper                | Director                                    |
| ----------- | ----------------------------------------------- | -------------------- | ------------------------------------------- |
| 1989        | Retorn al futur 2                               | Mickey               | Robert Zemeckis                             |
| 1990        | Avalon                                          | Michael Kaye         | Barry Levinson                              |
| 1990        | Assumptes bruts                                 | Sean Stretch         | Mike Figgis                                 |
| 1991        | El paradís                                      | Willard Young        | Mary Agnes Donoghue                         |
| 1992        | Eternament jove (Forever Young)                 | Nat Cooper           | Steve Miner                                 |
| 1992        | Radio Flyer                                     | Mike                 | Richard Donner                              |
| 1993        |                                                 |                      |                                             |
| El bon fill | Mark Evans                                      | Joseph Ruben         |                                             |
| 1994        | Un noi anomenat North (North)                   | North                | Rob Reiner                                  |
| 1994        | The War                                         | Stuart Stu Simmons   | Jon Avnet                                   |
| 1996        | Flipper                                         | Sandy Ricks          | Alan Shapiro                                |
| 1997        | Oliver Twist                                    | Jack Dawkins         | Tony Bill                                   |
| 1997        | La tempesta de gel                              | Mikey Carver         | Ang Lee                                     |
| 1998        | The Faculty                                     | Casey Connor         | Robert Rodriguez                            |
| 1998        | Deep Impact                                     | Leo Biederman        | Mimi Leder                                  |
| 1999        | Black and White                                 | Wren                 | James Toback                                |
| 1999        | The Bumblebee Flies Anyway                      | Barney Snow          | Martin Duffy                                |
| 2000        | Chain of Fools                                  | Mikey                | Pontus Löwenhielm Patrick von Krusenstjerna |
| 2001        | El senyor dels anells: La germandat de l'anell  | Frodo Saquet         | Peter Jackson                               |
| 2002        | Tot el que vull (All I Want)                    | Jones Dillon         | Jeffrey Porter                              |
| 2002        | Dimecres de cendra                              | Tom Thumb            | Edward Burns                                |
| 2002        | El senyor dels anells: Les dues torres          | Frodo Saquet         | Peter Jackson                               |
| 2003        | Spy Kids 3-D: Game Over                         | The guy              | Robert Rodriguez                            |
| 2003        | El senyor dels anells: El retorn del rei        | Frodo Saquet         | Peter Jackson                               |
| 2004        | Eternal Sunshine of the Spotless Mind           | Patrick              | Michel Gondry                               |
| 2005        | Tot està il·luminat (Everything Is Illuminated) | Jonathan Safran Foer | Liev Schreiber                              |
| 2005        | Sin City                                        | Kevin                | Robert Rodriguez i Frank Miller             |
| 2005        | Green Street Hooligans                          | Matt Buckner         | Lexi Alexander                              |
| 2006        | Happy Feet                                      | Mumble               | George Miller                               |
| 2006        | Paris, je t'aime!                               | David                | Alfonso Cuarón                              |
| 2006        | Bobby                                           | William Avary        | Emilio Estévez                              |
| 2007        | The Oxford Murders                              | Martin               | Álex de la Iglesia                          |
| 2007        | Day Zero                                        | Aaron Feller         | Bryan Gunnar Cole                           |
| 2009        | 9                                               | 9                    | Shane Acker                                 |
| 2011        | Happy Feet Two en 3D                            | Mumble               | George Miller                               |
| 2010        | The Romantics                                   | Chip                 | Galt Neiderhoffer                           |
| 2010        | La llegenda de Spyro, el Drac                   | Spyro                | Steve i Daniel Altiere                      |
| 2012        | El hòbbit: un viatge inesperat                  | Frodo Saquet         | Peter Jackson                               |
| 2012        | Red vs. Blue Temporada 10                       | IA Sigma             |                                             |
| 2012        | L'illa del tresor (Treasure Island)             | Ben Gunn             | Steve Barron                                |
| 2013        | Black Wings Has My Angel                        | Eddie                | Alfonso Pineda Ulloa                        |
| 2013        | Maniac                                          | Frank                | Franck Khalfoun                             |
| 2013        | The Hobbit: The Desolation of Smaug             | Frodo Saquet         | Peter Jackson                               |